# Msza święta gregoriańska
Msza święta gregoriańska (pot. gregorianka) – trzydzieści Mszy świętych odprawianych codziennie przez kolejne dni w intencji jednej osoby zmarłej za darowanie jej kar w czyśćcu.
Praktyka ta zainicjowana została w VI wieku przez papieża Grzegorza I Wielkiego, który polecił odprawianie w takiej formie Mszy Świętej za zmarłego mnicha benedyktyńskiego o imieniu Justus, przy którym znaleziono pieniądze, których ze względu na ślub ubóstwa nie powinien był mieć. Zgodnie z przekazem, trzydziestego dnia ów zakonnik miał się objawić papieżowi i podziękować za okazane mu miłosierdzie, dzięki któremu opuścił czyściec. Praktyka ta rozwijała się dalej od VIII wieku, najpierw w klasztorach, później wśród innych wiernych.
Mszy św. gregoriańskiej od samego początku towarzyszyło mocne przekonanie Kościoła o szczególnej jej skuteczności dla zmarłych cierpiących w czyśćcu. W 1884 r. Kongregacja Odpustów Stolicy Apostolskiej wyjaśniła, że zaufanie wiernych do mszy gregoriańskich jako szczególnie skutecznych dla uwolnienia zmarłego od kary czyśćca należy uważać za rozumne i zgodne z wiarą.
Msze św. gregoriańskie nie są jednak obdarzone żadnymi specjalnymi odpustami. Praktyka opiera się wyłącznie na przeświadczeniu składających intencję o skuteczności takiej mszy.